# ملوانک ۹۷۶۹
سیارک ۹۷۶۹ (به انگلیسی: 9769 Nautilus، نامگذاری:1993DG2) نه هزار و هفتصد و شصت و نهمین سیارک کشف شده‌است که در ۲۴ فوریه ۱۹۹۳ کشف شد.
قدر مطلق سیارک برابر ۱۴٫۲۰ است.